# Liste der Steinkreuze in Bayreuth
Diese sortierbare Liste enthält Steinkreuze (Sühnekreuze, Kreuzsteine etc.) der oberfränkischen Stadt Bayreuth in Bayern. Die Liste ist möglicherweise unvollständig.

## Liste bekannter Steinkreuze
| Bild | Objekt                      | Kurzbeschreibung                                       | Material  | Abmessungen Höhe:Breite:Dicke | Entstehung      | BLfD-Referenz  | Gemeinde/Stadt              | Koordinaten                      | Bemerkung |
| ---- | --------------------------- | ------------------------------------------------------ | --------- | ----------------------------- | --------------- | -------------- | --------------------------- | -------------------------------- | --------- |
|      | Kreuzstein Bayreuth         | Kreuzstein mit Flachrelief. siehe auch: suehnekreuz.de | Sandstein | 170:70:20                     | um 1700         | D-4-62-000-450 | Bayreuth / -                | 49° 56′ 29,7″ N, 11° 33′ 40,8″ O |           |
|      | Kreuzstein Oberkonnersreuth | Kreuzstein mit Flachrelief. siehe auch: suehnekreuz.de | Sandstein | 170:70:20                     | 17. Jahrhundert | D-4-62-000-271 | Bayreuth / Oberkonnersreuth | 49° 56′ 5,4″ N, 11° 35′ 34″ O    |           |
|      | Steinkreuz Wolfsbach        | Steinkreuz mit Armstützen. siehe auch: suehnekreuz.de  | Sandstein | 100:95:27                     | um 1400         | D-4-62-000-484 | Bayreuth / Wolfsbach        | 49° 54′ 48,9″ N, 11° 36′ 26,7″ O |           |